# Ljiljana Šarac
Ljiljana Šarac (Smederevo, 1971) srpska je književnica i profesorica srpskog jezika.
Rođena je 1971. godine u Smederevu, u porodici Lazić.
U rodnom gradu završila je gimnaziju, a u Beogradu Filološki fakultet, smer Srpska književnost i jezik sa opštom književnošću.
Dvanaest godina je radila u Saobraćajnom preduzeću „Lasta” kao novinar, urednik Revije Lasta i PR. Nakon toga se okreće profesorskom pozivu i danas radi kao nastavnik srpskog jezika u Osnovnoj školi „Stefan Dečanski” u Beogradu.
Član je Književnog kluba Čukarica.
Čest je gost u bibliotekama i drugim ustanovama kulture širom Srbije.
Udata je i majka dvojice sinova - Đorđa i Vojina.

## Bibliografija
Pre nego što je objavila prvi roman, dugo je pisala poeziju i objavljivala pesme. Književni klub Smederevo joj je objavio zbirku pesama „Lutka učaurene duše”, 1997. godine.
Od svih devet, dosad objavljenih romana, prvi i treći su doživeli po tri izdanja, treći čak četiri, a četvrti i peti po dva izdanja. Napisala je i dva romana za decu i mlade „Anđeo s jednim krilom” i „Nije mi ovo trebalo”. Kao književnica je među čitaocima prepoznata kao autor kvalitetne srpske proze koja vešto kombinuje prošlost i sadašnjost, tako da su prva tri romana bila nominovana za NIN-ovu nagradu, a roman „Zid tajni” i za nagradu Žensko pero. Roman „Stariji” je 2019. takođe nominovan za NIN-ovu nagradu. Tinejdž roman „Nije mi ovo trebalo” 2024. godine je ušao u najuži izbor među 6 romana od 75 pristiglih za nagradu „Politikin Zabavnik”.
- Opet sam te sanjao, roman, Izdavačka kuća Evro Book, 2015. godine,[4]
- Gde sam to pogrešila?, roman, Izdavačka kuća Evro Book, 2016. godine,[5][6]
- Zid tajni, roman, Izdavačka kuća Evro Book, 2017. godine,
- Starija, roman, Izdavačka kuća Evro Book, 2018. godine,[7][8][9]
- Stariji, roman, Izdavačka kuća Evro Book, 2019. godine,
- Zlatna žila, roman, Izdavačka kuća Evro Book, 2020. godine,
- Đurđevim stopama, roman, Izdavačka kuća Laguna, 2021. godine,
- Dok svetac bdi, roman, Izdavačka kuća Laguna, 2022. godine,
- Anđeo s jednim krilom, roman za decu i mlade, Izdavačka kuća Laguna, 2023. godine,
- Zid tajni, reizdanje romana, Izdavačka kuća Laguna, 2024. godine,
- Nije mi ovo trebalo, roman za decu i mlade, Izdavačka kuća Laguna, 2024. godine,
- Buket žutih ruža, roman, Izdavačka kuća Laguna, 2025. godine,

## Nagrade
- 1997. Nagrada „Smederevski Orfej”
- 2019. Nagrada „Beogradski pobednik”

## Spoljašnje veze
- Ljiljana Šarac predstavila svoj novi roman "Buket žutih ruža", Korak21
- Tajna žutih ruža u novom romanu Ljiljane Šarac: One mirišu na jednom posebnom mestu, 24 sedam
- Ljilajna Šarac: Roman "Buket žutih ruža" je oda životu , Tanjug
- Ljiljana Šarac: Plemenitost i dobrota ne poznaju godine , Podgorički Dan
- Ljiljana Šarac predstavila novi roman "Buket žutih ruža" u emisiji "Šarenica", RTS
- Ljiljana Šarac: Sve tajne gospođe Milanke, MediaSfera
- Ljiljana Šarac: Okrenimo se deci , Lepa&Srećna
- Ljiljana Šarac: Pisac treba da bude pravi hipnotizer da privuče mlade, nedeljnik EKSPRES
- Ljiljana Šarac: Porodica je najsigurnije uporište i utočište, Podgorički Dan
- Ljiljana Šarac: Učenici su moja inspiracija i velika podrška , MediaSfera
- Ljiljana Šarac je spisateljica čiji romani ostavljaju bez daha, BAZAR
- Ljiljana Šarac: Princeza Jelena Karađorđević je našla mene, a ne ja nju, MediaSfera
- Ljiljana Šarac: Ovom društvu treba i svetlosti i smeha i optimizma , Podgorički Dan
- Ljiljana Šarac: Pišem knjige kakve bih i sama rado čitala , Književni časopis "Bukmarker"
- Ljiljana Šarac: Dečja duša je kao plovak, ona im ne da da potonu, MediaSfea
- Ljiljana Šarac: Čitanje nema alternativu, Književni časopis "Bukmarker"
- Ljiljana Šarac: Dok pisci pišu knjige iz srca na pravom smo putu, nedeljnik EKSPRES
- Ljiljana Šarac: Na ljubavi, prijateljstvu, veri, počiva čitav naš set i naš duševni mir, MediaSfera
- Ljiljana Šarac: Dok pišem šetam kroz vreme, Informer
- Ljiljana Šarac: Prateći Đurđeve stope , Lepa&Srećna
- Ljiljana Šarac: Čitanje je kao skijanje na vodi, Informer
- Ljiljana Šarac: Pustila sam Đurđa da ispriča svoju priču, Naše novine
- Ljiljana Šarac: Važno je da se priča širi, MediaSfera
- Ljiljana Šarac: Pisanje je kao ceđenje pomorandže, Original Magazin
- Ljiljana Šarac: Ljubav prema čitanju je vatra koja se ne gasi, portal Čupava Keleraba
- Ljiljana Šarac: "Starijem" je teško odoleti, portal Uz kafu
- Kako je knjževnica Ljiljana Šarac oživela lik srpskog despota, Kurir
- Ljiljana Šarac: Bilo je mnogo posla za advokata odbrane , MediaSfera
- Ljiljana Šarac o svom romanu ,,Đurđevim stopama", Informer
- Ljiljana Šarac: Biti pisac u Srbiji, znači biti žongler, gutal vatre i verglaš i to sve u jednom , MediaSfera
- Ljiljana Šarac: Bog pomaže kad niko ne može , portal Pravda